# Poszeszupie
Poszeszupie (litauisch Pašešupė) ist ein Dorf und Schulzenamt (polnisch sołectwo) der Gmina Rutka-Tartak im Powiat Suwalski der Woiwodschaft Podlachien in Polen.

## Geographie

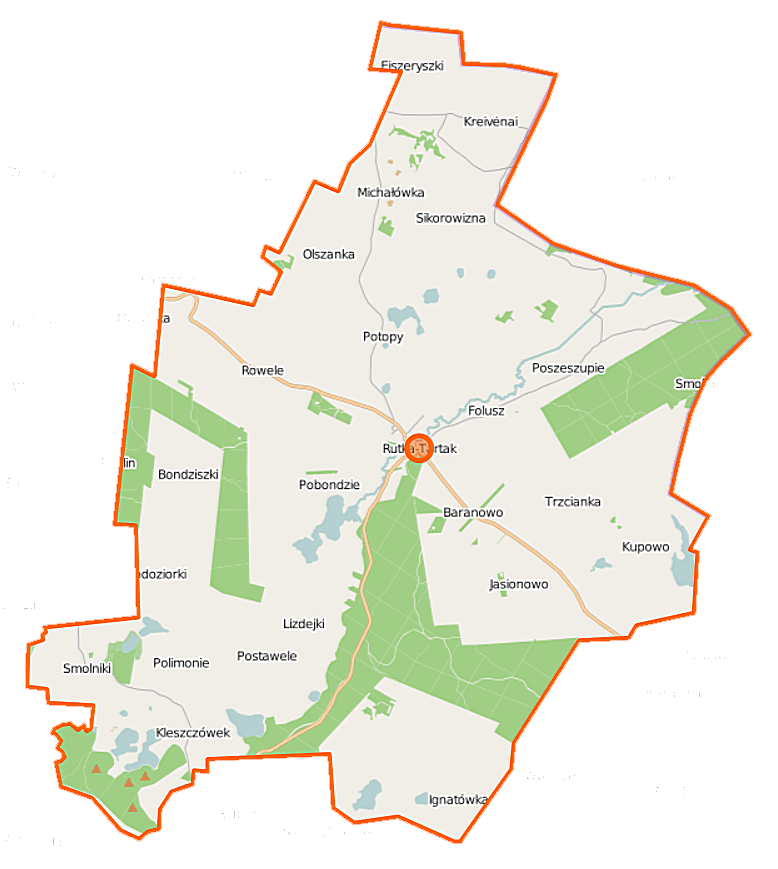
Karte der Landgemeinde

Der Ort liegt im Nordosten des Landes und der Woiwodschaft. Seine Gemarkung grenzt im Westen an Poszeszupie-Folwark (Poszeszupie-Vorwerk), im Südwesten an Folusz, im Süden an Trzcianka sowie Smolnica und im Osten sowie Norden an Litauen. Der Gemeindesitz Rutka-Tartak ist drei Kilometer, die Stadt Suwałki 25 Kilometer entfernt.
Die Landgemeinde ist mit 22 Einwohnern je km² dünn besiedelt.

## Geschichte
Mit der Dritten Teilung Polens kamen Ort und Region nach 1795 zum Department Suwalki in Neuostpreußen und mit dem Frieden von Tilsit 1807 zum gleichnamigen Oblast im russischen Zarenreich. Dieser ging 1842 im Gouvernement Suwalki auf.
Im Ersten Weltkrieg kam Poszeszupie 1915 an den deutschen Verwaltungsbezirk Suwalki (Ober Ost). Die Heeresfeldbahn Szittkehmen–Rutka-Tartak wurde bis in den Wald des Dorfs verlängert. Im Jahr 1919 wurde der Ort Teil der Woiwodschaft Bialystok der Zweiten Polnischen Republik. Im Zweiten Weltkrieg kamen Ort und Region mit dem Überfall auf Polen an den Landkreis Sudauen. Nach der Rückeroberung durch die Rote Armee fiel das Dorf 1944 an die Volksrepublik Polen und der Powiat Suwalski grenzte bis zu deren Zerfall an die Sowjetunion.
Die Woiwodschaft Bialystok wurde 1975 im Zuschnitt verkleinert, der Powiat Suwalski aufgelöst und Poszeszupie kam zur Woiwodschaft Suwałki. Seit Januar 1999 gehören Dorf und die 1973 gebildete Landgemeinde zum Powiat Suwalski der Woiwodschaft Podlachien.
Von 1998 bis 2011 sank die Einwohnerzahl des Dorfs um 32 Prozent.

## Verkehr
In Rutka-Tartak werden die Woiwodschaftsstraßen DW651 und DW655 erreicht. Von dort führt eine untergeordnete Straße durch Poszeszupie nach Žiogaičiai jenseits der litauisch-polnischen Grenze. Die Straßen mit den Nummern RK2653 und RK2615 führen weiter nach Liubavas (polnisch Lubowo). Während des Ersten Weltkriegs führte eine Waldbahnstrecke der Heeresfeldbahn Szittkehmen–Rutka-Tartak in den Wald von Poszeszupie.